# Hole-in-one
Een Hole-in-one betekent dat een golfer in één slag de bal vanaf de afslagplaats (tee) in de hole slaat.
Het is een hele eer voor een golfer om een hole-in-one te slaan, maar er is ook een nadeel aan verbonden. De etiquette schrijft namelijk voor dat een golfer na het maken van een hole-in-one de hele club een rondje geeft. Men kan zich hier zelfs tegen verzekeren. Heeft iemand eenmaal een hole-in-one geslagen, dan kan hij lid worden van de BOLS hole-in-one-club. Hier horen een certificaat en een prijs bij. Dit marketing-initiatief van de firma Bols registreerde sinds de oprichting in 1927 meer dan 21 000 holes-in-one.
Op grote toernooien kan op sommige holes zelfs een auto gewonnen worden als er een hole-in-one geslagen wordt. Het komt maar zelden voor, en is wat dit betreft enigszins vergelijkbaar met de 9-darter bij het darten. Actuarissen hebben de kans op een hole-in-one berekend op circa 1 tegen 12 700 voor een gemiddelde golfspeler en op circa 1 tegen 3720 voor een golfprofessional.
In 1973 werd door Peter Butler de eerste hole-in-one in de geschiedenis van de Ryder Cup geslagen op hole 16 van de Muirfield Golf Links. In 2015 werd door Javi Colomo op het AfrAsia Bank Mauritius Open een hole-in-one op een par 4 geslagen. Dit was de eerste keer dat deze prestatie geleverd werd op de Europese PGA Tour, de Aziatische PGA Tour én de Sunshine Tour. In 2016 sloeg de Schot Richie Ramsay een hole-in-one tijdens het BMW International Open in het Duitse Pulheim. Hiervoor kreeg hij een luxueuze auto t.w.v. €170.000,- Ook tijdens de Olympische Spelen van 2016 in Rio de Janeiro, waar golf voor het eerst op het programma stond, werd een hole-in-one geslagen. De Brit Justin Rose sloeg een hole-in-one. Hij won mede hierdoor de gouden medaille.